# Gospodarka Rwandy
Gospodarka Rwandy jest słabo rozwinięta, głównie rolnicza. Dodatkowo rozwój utrudnia śródlądowe położenie, brak rezerw ziem uprawnych i duża erozja gleb. PKB na 1 mieszkańca 900 USD (2007). Inflacja: 6,7% (2006). Zadłużenie: 1,4 mld USD (2004). Poziom elektryfikacji wynosi 4,5% (2008).
- Główne uprawy:
  - na potrzeby własne : maniok, bataty, sorgo, kukurydza, banany, ziemniaki, orzeszki ziemne
  - na eksport: kawa (ponad 60% wartości eksportu), herbata (ponad 20%), tytoń, drzewo chinowe, Tanacetum cinerariifolium, bawełna
- Hodowla:  bydło, kozy, owce, drób.
- Import:  maszyny, samochody, materiały pędne, żywność – głównie z Belgii (19,4%), Kenii (16,6%) i Niemiec (11,1%).
- Złoża naturalne: niewielkie wydobycie rud cyny, wolframu, berylu, kolumbitu i złota, na granicy z Demokratyczną Republiką Kongo (Zairem) znaczne zasoby gazu ziemnego.
- Przemysł: słabo rozwinięty, skupiony głównie w Kigali – spożywczy, chemiczny, włókienniczy, skórzany, materiałów budowlanych. Produkcja energii elektrycznej (179 GW · h w 1991 r.) pochodzi niemal w całości z elektrowni wodnych.
- Transport: głównie samochodowy, brak linii kolejowych. Na jeziorze Kiwu żegluga śródlądowa. W Kigali lotnisko, transport międzynarodowy za pośrednictwem portu w Mombasie;
- Nauka: 50% analfabetów. W Butare znajdują się uniwersytet i wyższa szkoła techniczna, poza tym w kraju działają 3 instytuty naukowo-badawcze, finansowane przez UNESCO (Instytut Badań Geologicznych i Górniczych założony w 1962, Instytut Badań Naukowo-Technicznych założony w 1989 oraz Instytut Nauk Rolniczych założony w 1962).